# Droite radicale
Ne doit pas être confondu avec Radicalisme.
 (janvier 2021).
En science politique, le terme de droite radicale est utilisé pour désigner les groupes populistes d'extrême droite partageant un certain nombre de points communs, qui comprennent généralement l'opposition à la mondialisation et à l'immigration, la critique du multiculturalisme et l'opposition à l'Union européenne.
Le spectre idéologique de la droite radicale s'étend du populisme de droite au nationalisme blanc et au néofascisme.

## Terminologie

### Perspectives historiques
D'après la chercheuse Caterina Froio, l'un des articles les plus influents sur l'extrémisme de droite après la Seconde Guerre mondiale a été écrit par Klaus von Beyme en 1998. Ce dernier ayant proposé d'identifier « trois vagues » de recherches sur ce sujet, un autre politologue, Cas Mudde, suggère alors de systématiser la recherche en fonction de ces « trois vagues » : la première va de 1945 à 1980, période pendant laquelle la littérature étudie la droite radicale d'après guerre en adoptant les labels « extrême droite » et « néofascisme », qui indiquent des mouvements désireux de sortir de la démocratie et d'établir un ordre politique totalitaire. La seconde vague se situe entre 1980 et le début des années 2000, avec l'apparition d'une distinction entre « extrême droite » et « droite radicale », cette dernière acceptant le principe démocratique, mais refusant des droits de minorités définies à partir de critères ethniques/culturels, religieux, ou d’orientation sexuelle. La troisième vague est marquée par la publication de The Populist Radical Right in Europe de Cas Mudde (2007), qui pour la première fois associe « droites radicales » et « populisme ». Après cette publication, les chercheurs se concentrent sur la comparaison entre le populisme de droite radicale et de gauche radicale, et moins sur les comparaisons qui portent spécifiquement sur les droites radicales.
Selon une étude de 1996 du politologue Cas Mudde, « droite radicale » est le terme prédécesseur de « extrême droite » ; les deux termes sont donc le plus souvent interchangeables ; et la plupart des auteurs faisant une différence entre les deux termes suivent soit la tradition allemande soit la tradition américaine. La tradition allemande est fortement basée sur la définition officielle de l'État allemand, telle que publiée dans le Verfassungsschutzbericht (de), un rapport annuel du Bureau fédéral pour la Protection de la Constitution, qui établit une distinction entre le radicalisme et l'extrémisme : le radicalisme est ce qui vise à des solutions unilatérales allant « à la racine » de certains problèmes mais « sans viser à l'élimination totale ou partielle de l'ordre démocratique libre ». Ainsi, le radicalisme n'est pas anti-constitutionnel, contrairement à l'extrémisme. Dans la tradition américaine, les auteurs utilisent le terme « droite radicale » dans un sens différent par rapport à l'Europe, désignant toute une variété de mouvances ravivant des traditions spécifiques de la droite radicale américaine, comme le nativisme, le populisme, l'hostilité au gouvernement central, et dont il est dit qu'elles ont après la Seconde Guerre mondiale développé des combinaisons d'ultranationalisme, d'anti-communisme, de fondamentalisme chrétien, d'orientation militaire et de sentiment anti-étranger.
En 2015, l'universitaire Kai Arzheimer indique qu'un nouveau groupe de partis de droite a émergé au début des années 1980 en Europe occidentale et que ces partis, différant systématiquement et considérablement des partis traditionnels de droite, ont été décrits comme une nouvelle famille de partis dans la littérature scientifique. Une double question sur ces partis était de déterminer ce qui les distingue de la droite dominante et quels adjectifs — « radical », « populistes », « extrémistes », « anti-immigrés »... — pourraient le mieux rendre compte de ces différences. Selon Kai Arzheimer, Cas Mudde a proposé dans des travaux de 2007 une nouveau schéma de classification de ces partis qui a gagné une renommée internationale, car s'adaptant à un large éventail de partis tout en identifiant des différences entre eux. Le plus petit dénominateur commun de cette famille de partis est le nativisme, mais ce dernier se retrouve à l'état de traces dans les partis de droite traditionnels, ainsi, d'après Muddle, pour être qualifié de droite radicale, un parti doit également afficher des tendances à l'autoritarisme. En outre, Kai Arzheimer indique qu'un « petit sous-groupe » de la droite radicale est antidémocratique, et que Cas Muddle, s'inspirant de la tradition de longue date en Allemagne, qualifie ces partis d'« extrême droite ». Kai Arzheimer affirme que le système de définition de Cas Muddle, bien qu'il soit un outil utile, n'a pas clos le débat sur la terminologie dans ce domaine.
Pour Gilles Ivaldi, en 2021, la droite radicale européenne s'est imposée « bien au-delà des frontières de l’extrême-droite stricto sensu » et nombre de recompositions ont eu lieu au sein de l’espace politique radical européen. Selon lui, le Front national français, le Vlaams Blok en Belgique ou le FPÖ autrichien ont tout d'abord été étudiés sous le prisme des mouvements fasciste de l'entre-deux-guerres, puis nombre d’observateurs ont pris en compte une nécessité d'examiner leurs évolutions et ont importé la notion de « droite radicale » présente dans la sociologie américaine et plus apte à saisir la diversité de l'extrémisme. Gilles Ivaldi estime que le populisme distingue les droites radicales contemporaines d’une extrême-droite plus traditionnellement définie par ses penchants anti-démocratiques. Selon lui, le concept plus « inclusif » de « droite radicale » permet de saisir les trajectoires d'acteurs venus d'horizons très divers et ayant convergé vers la matrice idéologique nativisme-autoritarisme-populisme. Ainsi, la droite radicale européenne est relativement hétérogène, avec notamment des partis conservateurs traditionnels s'étant approprié les thèmes du nativisme et du populisme : c'est le cas selon lui de l'UDC/SVP en Suisse à partir des années 1990, le Fidesz de Viktor Orbán depuis 2010, Droit et Justice en Pologne ou l’EKRE en Estonie. Il existe également au sein de cette droite radicale, une extrême droite de type néonazie et de groupes ultranationalistes violents comme le NPD allemand, Aube dorée en Grèce, le Parti populaire Notre Slovaquie, le Parti croate du droit, ou les activistes anti-Islam de Ligne dure au Danemark.

### Définitions
Pour Pierre-André Taguieff l'expression « droite radicale » est un synonyme approximatif d'« extrême droite ». Il estime que « droite radicale » est une expression « plus récente et plus élégante, sinon plus conceptualisante ». Les principales valeurs et causes défendues par ces groupes sont essentiellement le rejet de la mondialisation, l'immigration, le chômage ainsi qu'une prétendue islamisation des sociétés occidentales. L'agrégation de ces causes politiques a donné naissance à un « nouveau nationalisme », qui est accompagné d'une défiance vis-à-vis du système médiatique et du personnel politique classique.
Selon Taguieff, la signification de « droite radicale » est tout aussi floue que celle d'« extrême droite », constituant également plutôt une étiquette polémique qu'une « catégorie conceptuellement élaborée ou un modèle d’intelligibilité utilisable dans les travaux savants, relevant de l’historiographie ou de la science politique ». Le politologue affirme que les utilisateurs de l'expression « droite radicale » sont incapables de dire clairement en quoi cette droite est « radicale ». Taguieff dénombre quatre significations que les utilisateurs de l'expression peuvent revendiquer, sans être forcément attachés à une seule : 1/ la « droite radicale » serait radicalement de droite, et serait donc la vraie droite. Elle serait donc, du point de vue de ses ennemis : raciste, antisémite, passéiste, réactionnaire, etc. 2/ la « droite radicale » serait non libérale, sectaire, hostile à la discussion et aux compromis. 3/ elle serait autoritaire et violente, donc éventuellement non respectueuse des procédures de l'élection démocratique. 4/ elle serait une droite populiste, donc démagogique, promettant ce qui ne peut être tenu ou réalisé.
L'universitaire Britta Schellenberg prend pour définition de la « droite radicale » ce qui, sur le plan idéologique, englobe l'extrême droite, la droite xénophobe, la droite populiste, et la droite des fondamentalismes religieux. Un autre universitaire, Michael Minkenberg, définit le radicalisme de droite comme « une idéologie ou une tendance politique basée sur des idées ultra-nationalistes qui tend à être dirigée contre la démocratie libérale - même si ce n'est pas nécessairement de manière directe ou explicite ». Pour lui, le radicalisme de droite inclut notamment le fascisme, mais pas le populisme de droite, qui est l'expression d'un style politique qui transcende les frontières des partis, voire des camps politiques, et ne permet donc pas d'analyser des groupes spécifiques. Et Michael Minkenberg distingue les termes « extrémisme de droite » et « radicalisme de droite », l'extrémisme incluant, au moins en Allemagne, souvent un élément anticonstitutionnel : les extrémistes se positionnent eux-mêmes contre l'ordre constitutionnel démocratique, en dehors du consensus démocratique.
Selon la RTBF, l'expression « droite radicale » — de même que les expressions « droite populiste », « droite identitaire », « droite extrême », « droite dure » — fait partie de ce que les chercheurs appellent une « zone grise », et la RTBF rapporte les propos de Jérôme Jamin, spécialiste de l'extrême droite, qui déclare : « Ces nouveaux mots permettent de montrer qu’il y a danger et qu’il y a de la haine, mais que l’on n’est pas forcément face à un mouvement ou parti d’extrême droite ». Le politologue Jean-Yves Camus ajoute : « Ce sont des conservateurs de droite qui empruntent un certain nombre de schèmes idéologiques plus à droite qu’eux ». Le politologue précise qu'il peut s'agir également de personnes venant de l'extrême droite et pratiquant une « stratégie d’entrisme », autrement dit une stratégie de dissimulation visant à paraître acceptables. Pour l'universitaire Michael Minkenberg, l'extrême droite est une « variante de la droite radicale », et la droite radicale n'est pas forcément anticonstitutionnelle ou violente, tandis que l'extrême droite l'est « nécessairement ».

## Histoire du radicalisme
Les universitaires Florent Gougou, Simon Labouret estiment que le développement des partis écologistes et des partis de droite radicale anti-immigrés à partir de la fin des années 1960 a induit une profonde restructuration des systèmes de partis politiques en Europe de l’Ouest, l'opposition gauche/droite se reconfigurant suivant l'apparition « d’une nouvelle ligne de fracture entre une gauche culturellement libérale et une droite autoritaire et ethnocentriste ». Les deux auteurs indiquent que l'UMP avec Nicolas Sarkozy a axé sa communication sur l'immigration et l'identité nationale pendant les campagnes présidentielles de 2007 et 2012, provoquant un effondrement du vote FN en 2007. Les deux auteurs posent l'idée d'une « radicalisation idéologique de l’UMP  » et affirment que la campagne de 2012 a continué à rapprocher les électeurs du FN et de l'UMP.
En 2021, le politologue Gilles Ivaldi estime que les acteurs de la droite radicale se sont multipliés et ont prospéré en Europe et dans un grand nombre de nations, notamment aux États-Unis mais également dans des démocraties « plus jeunes » comme le Brésil, l’Inde, l’Indonésie ou la Turquie.

## Idéologie
Dans un article de 2005, Michael Minkenberg et Pascal Perrineau définissent la droite radicale comme un « ensemble de partis nationalistes, autoritaires, xénophobes et extrémistes qui ont en commun de partager un ultranationalisme de type populiste ». Le radicalisme de cette droite peut être vu comme une lutte contre la différenciation, la proposition concurrente à une différenciation sociale étant une homogénéité sociale dans un cadre national, ce qui caractérise selon les auteurs « si souvent la pensée de la droite extrême ». La nation étant supérieure à l'individu et ses droits civiques, la droite radicale s'oppose frontalement à la conception d'une démocratie libérale, pluraliste, et ses valeurs de liberté, égalité, individualisme et universalisme. Selon les auteurs, cela ne signifie pas que le modèle d'état prôné par la droite radicale soit forcément fasciste, et la notion d'ultranationalisme, substituée aux notions de fascisme et racisme, est présentée par les deux auteurs comme permettant de prendre en compte « une plus grande variété de radicalismes de droite et à les distinguer en fonction de la manière dont les critères d’exclusion ethniques, religieux, culturels ou autres, sont utilisés ». Cela permet de distinguer au moins deux types d'idéologies : le type autocratique-fasciste ou d’extrême droite (qui remet en cause directement les principes démocratiques) et le type nationaliste-populiste moins intégriste quant à la conception de la nation et aux critères d’exclusion à mettre en œuvre.
Selon Gilles Ivaldi, la droite radicale « contemporaine » (en 2021) est idéologiquement structurée autour de trois composantes principales : le nativisme, l’autoritarisme et le populisme. Et le nativisme est le noyau idéologique central de la droite radicale, qui prône l'homogénéité culturelle, qu'il faudrait notamment protéger de l'immigration et de l'Islam.
Kai Arzheimer identifie le nativisme comme étant « un mélange de nationalisme et de xénophobie », et le propose comme critère de séparation entre la droite radicale et les autres partis de droite. Gilles Ivaldi et Andrej Zaslove rapportent que « l'abondante littérature consacrée à la droite radicale populiste » a mis en évidence que ces mouvements politique mettent le nativisme en position centrale dans leur offre politique, et s'opposent au multi-culturalisme et à l'Islam. Selon les deux auteurs, quatre études réalisées entre 2008 et 2014 le confirment en analysant les attitudes des électeurs de cette mouvance : l’opposition à l’immigration — alimentée par la crainte d'une menace culturelle et d’une compétition économique immigrée — est sans doute possible l’enjeu déterminant du vote de droite radicale populiste.
Selon Michael Minkenberg, le nativisme est un cas particulier de la xénophobie : le nativisme correspond au rejet des influences étrangères « quelques que soient les spécifités ethniques ». Citant une demi-douzaine d'auteurs, Michael Minkenberg indique que pour eux le nativisme, ou le racisme, et/ou l’opposition à l’immigration en général sont des « noyaux définitionnels » de la droite radicale. Pour sa part, Michael Minkenberg définit la droite radicale comme l'effort radical d'opposition à certains changements sociaux et aux porteurs de ces changements, un effort qui se base sur la radicalisation des critères d'inclusion ou d'exclusion. Pour définir les changements sociaux en question, Minkenberg s'appuie sur la théorie de la modernisation qui identifie des processus de différenciation sur le plan sociétal et d'accroissement de l’autonomie au niveau individuel. Pour Michael Minkenberg, c’est « l’accent excessif mis sur les images d’homogénéité sociale dans le contexte de l’accélération des processus de modernisation » qui caractérise l’idéologie de la droite radicale. De façon centrale, la droite radicale met en avant le « mythe d’une nation homogène » et un « ultranationalisme romantique et populiste ».
Pour Gilles Ivaldi, l'autoritarisme se décompose en trois éléments : premièrement l’obéissance aux autorités — et au respect de l’ordre public qui peut se traduire par des politiques de répression — ; deuxièmement l’agression autoritaire visant des groupes minoritaires jugés « déviants » ; troisièmement le conventionnalisme, c'est-à-dire l'exigence d’adhésion aux traditions, aux normes et hiérarchies sociales. Ainsi, la droite radicale conduit à une société « illibérale », où les pratiques démocratiques sont amoindries : même si la droite radicale prétend respecter les institutions démocratiques, l'autoritarisme conduit à un « affaiblissement des normes et des pratiques démocratiques, et de l’ensemble des contre-pouvoirs judiciaires, médiatiques et constitutionnels ». Selon Gilles Ivaldi, cet illibéralisme est « particulièrement net » en Hongrie et en Pologne. Kai Arzheimer indique que les penchants autoritaires se caractérisent par une position agressive envers les adversaires politique, des sanctions sévères pour les délinquants, et, comme Gilles Ivaldi, identifie une tendance, qui n'est « pas nécessairement antidémocratique en soi, mais qui va à l'encontre de certaines valeurs et principes fondamentaux de la démocratie libérale tels que la tolérance, le pluralisme et la protection des minorités et de leurs droits ».
Concernant le populisme, Gilles Ivaldi se rapporte à la définition de Cas Mudde : la société est vue comme duale, avec d'un côté un peuple « vertueux » et de l'autre des élites qui ne le seraient pas ; et le populisme induit la primauté d'une souveraineté populaire absolue, via notamment la démocratie directe. Gilles Ivaldi juge que le « populisme » joue un rôle important, favorisant par sa critique des élites un afflux d'électeurs vers la droite radicale, et opérant par un projet de « revitalisation » démocratique une distinction avec une extrême-droite plus traditionnellement définie par ses tendances anti-démocratiques.

## Liste des partis de droite radicale
(février 2023).
- Debout la France[15] (France)
- Les Patriotes[16] (France)
- Parti national slovaque[17] (Slovaquie)
- Parti populaire danois[18] (Danemark)
- Parti populaire conservateur d'Estonie[19] (Estonie)
- Vrais Finlandais[20] (Finlande)
- Parti pour la liberté[21] (Pays-Bas)
- Démocrates de Suède[22] (Suède)
- Liberté et démocratie directe[23] (Tchéquie)
- Droit et justice[24] (Pologne)
- Alliance nationale[25] (Lettonie)
- Patriotes unis[26] (Bulgarie)
- Nouvelle Droite[27] (Israël)
- Alerte populaire orthodoxe[28] (Grèce)
- Fidesz[29] (Hongrie)
- Parti républicain (États-Unis - faction Trump)[30]
- Centre démocratique[31] (Colombie)
- Parti Restauration nationale[32] (Costa Rica)
- Mouvement national bulgare[33] (Bulgarie)
- Mouvement patriotique[34] (Croatie)
- Solution grecque[35] (Grèce)
- Front de convergence nationale[36] (Guatemala)
- Parti du progrès[37] (Norvège)
- Parti social-libéral[38] (Brésil)
- Patriota[39] (Brésil)
- Forum pour la démocratie[40] (Pays-Bas)
- Force populaire[41] (Pérou)
- Parti pour l'indépendance du Royaume-Uni[42] (Royaume-Uni)
- Parti national slovène[43] (Slovénie)
- Nous sommes une famille[44] (Slovaquie)
- Parti hongrois de la justice et de la vie[45] (Hongrie)
- Cabildo ouvert[46] (Uruguay)
- Chega ![47] (Portugal)
- Parti National Religieux[48] (Israël)
- Volya[49] (Bulgarie)

Une étude universitaire de 2015, qui traite du populisme et notamment de la « droite radicale populiste » — tout en excluant les formations « plus clairement situées à l’extrême-droite traditionnelle » — liste cinq partis : le Front national (France), l'AfD (Allemagne), la Lega Nord (Italie), le FPÖ (Autriche), et le LAOS (Grèce).